# استرس (زیست‌شناسی)

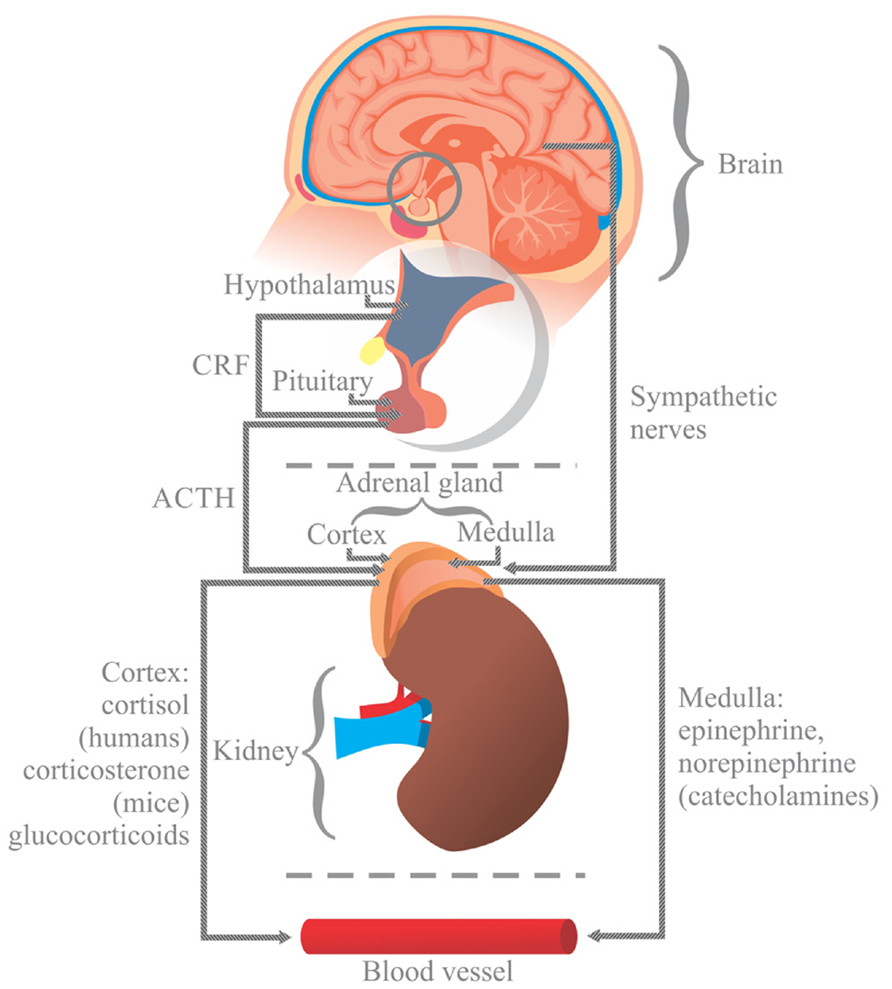
پاسخ عصبی-هورمونی به استرس

استرس یا تنش (انگلیسی: Stress) به صورت فیزیولوژیکی و بیولوژیکی، یک واکنش ارگانیسم به یک عامل استرس‌زا مانند شرایط محیطی است. استرس روش بدن برای واکنش در برابر شرایطی مانند تهدید، چالش یا موانع جسمی و روانی است. عوامل و محرک‌هایی که محیط ارگانیسم را تغییر می‌دهند با واکنش سیستم‌های مختلف بدن مواجه می‌شوند. در انسان و بیشتر پستانداران، دستگاه عصبی خودگردان و محور هیپوتالاموس-هیپوفیز-آدرنال (HPA) دو سیستم اصلی هستند که به استرس واکنش نشان می‌دهند.